# Enar Josefsson
Gustaf Enar Josefsson (Åsele, 6 settembre 1916 – Stoccolma, 18 dicembre 1989) è stato un fondista svedese.

## Biografia
Soprannominato "Åseleexpressen" ("L'espresso di Åsele"), ai Mondiali di Lake Placid del 1950 andò a medaglia in tutte e tre le prove di fondo previste: vinse l'oro alla staffetta 4x10 km, insieme a Martin Lundström, Karl-Erik Åström e Nils Täpp, e l'argento sia nella 18 km, superato dal compagno Åström, sia nella 50 km, arrivando dopo il connazionale Gunnar Eriksson.
Ai VI Giochi olimpici invernali di Oslo 1952, sua unica partecipazione olimpica, vinse la medaglia di bronzo nella staffetta 4x10 km con Lundström, Täpp e Sigurd Andersson, con il tempo totale di 2:24:13,0. Meglio di loro fecero le nazionali della Finlandia e della Norvegia. Nella 18 km fu tredicesimo.

## Palmarès

### Olimpiadi
- 1 medaglia, valida anche ai fini iridati:
  - 1 bronzo (staffetta a Oslo 1952)

### Mondiali
- 3 medaglie, oltre a quella conquistata in sede olimpica e valida anche ai fini iridati:
  - 1 oro (staffetta a Lake Placid 1950)
  - 2 argenti (18 km, 50 km a Lake Placid 1950)